# Internet Communications Engine
Die Internet Communications Engine (Ice) ist ein Remote Procedure Call und objektorientiertes Middleware System, das von ZeroC entwickelt wurde. Ice stellt eine Alternative zu CORBA und dem von Microsoft entwickelten COM/DCOM dar. Das Ziel dieser Implementierung ist die Kommunikation von Anwendungen untereinander in verschiedenen Programmiersprachen und auf unterschiedlichen Plattformen zu ermöglichen, ohne dass dabei Details der Interprozesskommunikation für Client und Server bekannt sind. Die Engine steht unter einer dualen Lizenz (GNU GPL und einer proprietären Lizenz) und unterstützt C++, C#, Objective-C, Java, Python, Ruby, PHP, und Visual Basic.